# Richard E. Mayer
Richard E. Mayer (1947) è uno psicologo e insegnante statunitense.

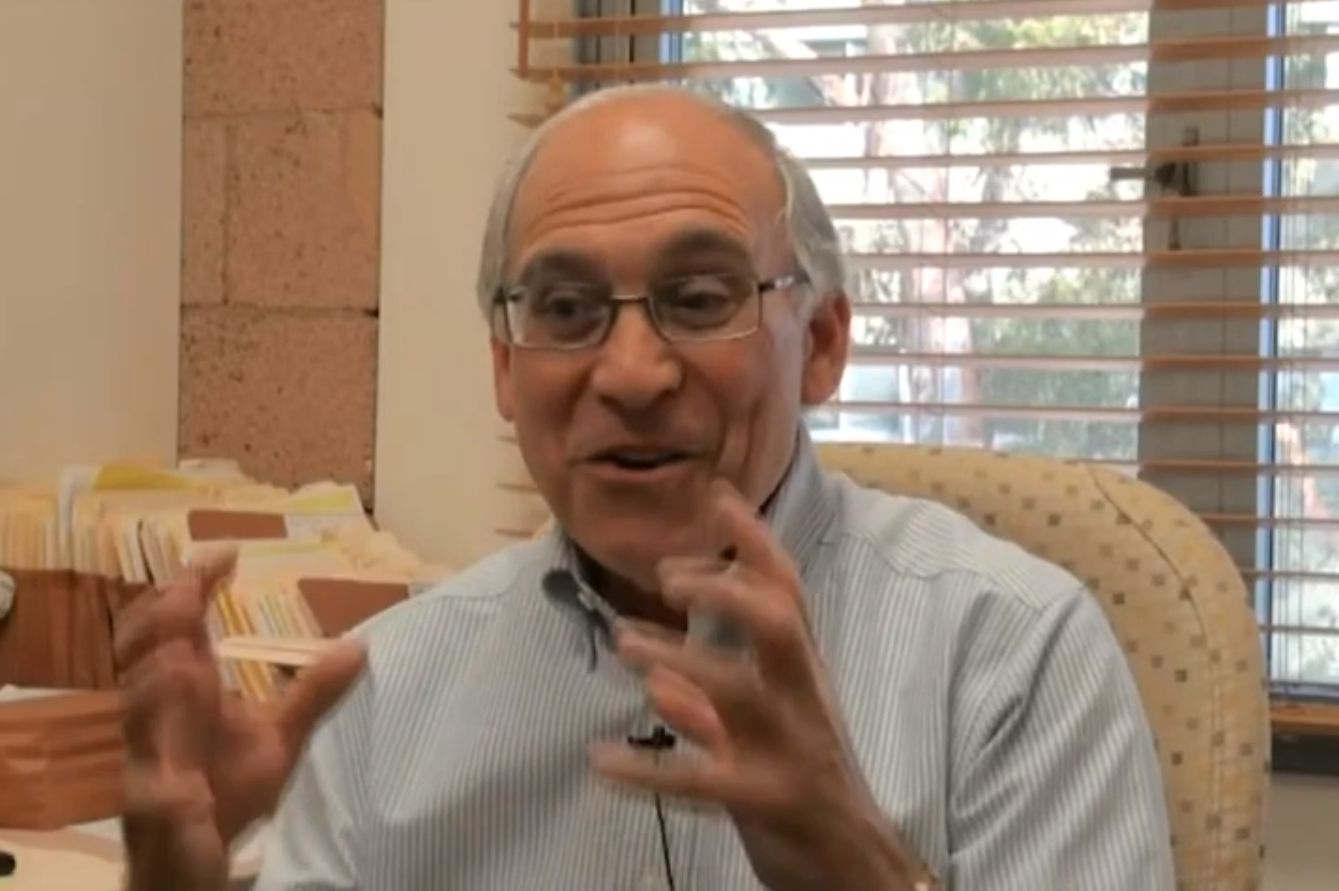
Prof. Richard E. Mayer - On the role and design of video for learning. 2011

Importante è il suo contributo in ambito educativo: si è, infatti, interessato dell'apprendimento dei ragazzi, in particolare di quello supportato dagli strumenti multimediali.

## Biografia
Richard E. Mayer è professore di Psicologia presso l'Università della California, Santa Barbara, dove presta servizio dal 1975. Per quanto riguarda la sua carriera, fu presidente della 15ª Divisione (Psicologia Educativa) dell'Associazione Americana di Psicologia e vicepresidente della Divisione C (Apprendimento e Istruzione) dell'Associazione Americana della Ricerca Psicologica. Nel 2000 ottenne il premio E. L. Thorndike alla carriera in psicologia dell'educazione e il premio Scribner per la sua importante ricerca circa l'apprendimento e l'istruzione. È stato, inoltre, classificato come lo psicologo più produttivo del mondo dal 1991 al 2001. Fu, infine, direttore dell'Educational Psycologist e dell'Instructional Science, curando l'edizione di 12 giornali sulla psicologia dell'educazione. Le opere da Mayer pubblicate sono infatti moltissime: si contano oltre 500 pubblicazioni tra cui 30 libri in materia di educazione e multimedia. La sua ricerca si focalizza sull'apprendimento multimediale delle persone, sostenuto, quindi, da strumenti e piattaforme quali il computer e sistemi di tutoring online, ovvero ambienti tecnologici altamente interattivi. Mayer parte da una questione fondamentale: come aiutare le persone ad apprendere in modo che ciò che viene appreso possa essere applicato a nuove situazioni?
A partire da numerosi studi e prove sperimentali, dunque, ha sviluppato una teoria cognitiva sull'apprendimento multimediale, per cui l'apprendimento viene facilitato e risulta efficace se vengono utilizzati supporti tecnologici multimediali che accostano simultaneamente materiali visivi e verbali.
Altri studi effettuati da Mayer si concentrano sulle strategie di problem solving che le persone possono sviluppare a partire da simulazioni interattive e sul miglioramento dell'efficacia dei giochi educativi per il computer

## La teoria dell'Apprendimento Multimediale (Multimedia Learning)
Una delle principali opere di R.E. Mayer è intitolata Multimedia Learning, pubblicata nel 2001, attualmente alla sua terza edizione. Nel testo viene presentata la teoria cognitiva dell'Apprendimento Multimediale. Ipotesi e premessa dell'Apprendimento Multimediale consiste nella convinzione che le persone apprendano meglio da una spiegazione presentata attraverso parole e immagini, rispetto ad una presentata esclusivamente attraverso le parole, (principio multimediale).
L'idea di fondo di Richard Mayer è che l'apprendimento delle persone sia più efficace con l'integrazione di elementi grafici alla materia verbale. Due sono i principali approcci attraverso i quali, il Multimedia Learning indaga e progetta per migliorare l'apprendimento: l'approccio "technology-centered" e quello "learner-centered". Il primo è appunto centrato sulla tecnologia, parte dalle funzionalità del materiale multimediale e si chiede come queste possano essere usate per progettare una presentazione multimediale. Questo approccio si avvale solitamente di tecnologie di comunicazione come Internet, con presentazioni interattive su realtà virtuali. Il XX secolo ci ha mostrato, però, che un'istruzione basata su un approccio unicamente tecnologico generalmente fallisce nel portare miglioramenti in un'istruzione duratura. Il secondo approccio, infatti, centrato sul discente parte dalla conoscenza della mente umana e di come la tecnologia possa essere un aiuto, un supporto ad essa e alla conoscenza. L'attenzione in questo caso cade sul processo umano di raccolta di informazioni. Obiettivi di questo approccio multimediale alla conoscenza sono principalmente due: "ricordare" e "comprendere". Con il termine "ricordare" ci si riferisce all'abilità di riprodurre o riconoscere la presentazione di una determinata materia; mentre con la parola "comprendere" ci si riferisce all'abilità di usare presentazioni di una determinata materia in una nuova situazione. Per verificare se sono stati effettivamente raggiunti i risultati previsti si utilizzano, a sua volta, due tipi principali di test: il primo viene definito "di conservazione" (riguarda il "ricordare" e richiede al discente di scrivere le informazioni che si ricorda dopo la lettura di un testo); il secondo, invece, viene chiamato "di trasferimento" e richiede al discente di elencare alcuni modi per migliorare l'affidabilità di ciò che ha appena letto. Mayer afferma, ancora, che la strada migliore per promuovere dei risultati significativi di apprendimento è l'"active learning": infatti, risultati significativi si verificano quando il discente è operativamente attivo, sia cognitivamente che fisicamente; in questo caso si ha quello che Mayer definisce proprio "apprendimento significativo".
Nel Multimedia Learning viene, inoltre, definito "messaggio multimediale " quella comunicazione che utilizza parole e immagini organizzate e integrate tra loro per facilitare l'apprendimento. Nelle ricerche di Mayer, esempi di questo tipo si basano sia su testi e illustrazioni stampati su carta, sia su narrazioni e animazioni presentati attraverso il computer. La sua attenzione si è, innanzitutto, focalizzata su due principali questioni: come apprendono le persone? Come aiutarle in questo processo?
La teoria dell'apprendimento multimediale si basa su tre assunti fondamentali che riguardano il sistema umano di elaborazione delle informazioni:
1. la mente umana possiede due canali uno per gli input spaziali e visivi e uno per quelli uditivi e verbali[1], assunto che richiama direttamente la teoria della doppia codifica[8] di Paivio)
2. la mente umana possiede una capacità di elaborazione limitata, in accordo con le ricerche sul carico cognitivo di Sweller[9]
3. nel processo di costruzione della conoscenza la mente possiede un ruolo attivo.

Uno dei molteplici studi condotti da questo psicologo si è concentrato, infatti, sulla difficoltà, spesso profonda, che le persone incontrano nella lettura e nella conseguente memorizzazione di un testo molto fitto. Mayer, infatti, notò che gli studenti, dopo aver letto un passaggio riferito ad un qualsiasi argomento tecnico-scientifico, filosofico o letterario, costituito da circa 500 parole, ricordavano meno della metà delle informazioni. Per questo motivo, di fronte a delle verifiche e alla richiesta di applicare ciò che avevano appreso a nuove situazioni, gli studenti non ottenevano mai buoni esiti. Di fronte a questi risultati Mayer si chiese come rendere il materiale più comprensibile per gli studenti, in altre parole come rendere efficace l'apprendimento. La ricerca che venne condotta sostenne, dunque, l'importanza assunta da immagini e illustrazioni in supporto al testo scritto,che non deve essere troppo esteso. Questo accostamento tra parole e immagini è alla base dell'insegnamento e di conseguenza dell'apprendimento multimediale. Per elaborare e memorizzare le informazioni la teoria cognitiva dell'apprendimento multimediale assume che gli individui utilizzano principalmente due canali: il canale visivo e quello uditivo/verbale. A supportare e ad integrare il testo, infatti, si possono utilizzare anche video e suoni. Un'avvertenza, però, da considerare riguarda il rispetto della coerenza della struttura per cui non vi deve essere un eccessivo utilizzo di questi supporti per non appesantire troppo la presentazione/comunicazione multimediale.Ricollegandosi alla teoria del Carico Cognitivo, Mayer evidenzia che le persone durante l'apprendimento sono impegnate in tre tipi di processi cognitivi: estranei, intrinsechi e rilevanti o generativi. Per migliorare l'apprendimento, la progettazione dei materiali didattici multimediale deve:
- ridurre il carico cognitivo esterno,
- gestire il carico cognitivo intrinseco,
- ottimizzare il carico cognitivo rilevante o generativo.

### Principi di Mayer
Dall'opera Multimedia Learning di Mayer ne discendono, a sua volta, 15 principi fondamentali per la progettazione didattica multimediale efficace: i primi cinque utili per ridurre il carico cognitivo esterno; il sesto, il settimo e l'ottavo utili per la gestione del carico intrinseco e gli ultimi sette volti a rafforzare i processi di generazione di schemi mentali (carico rilevante):
1. Coerenza: le persone apprendono meglio se il materiale estraneo e non attinente viene escluso dalla presentazione multimediale poiché può distogliere l'attenzione dalle informazioni importanti[17]. Questo principio può essere suddiviso, a sua volta, in tre argomentazioni: la prima sostiene che l'apprendimento è più efficace se le parole e le immagini irrilevanti vengono escluse dalla presentazione multimediale; la seconda afferma che per ottenere un apprendimento maggiore occorre tralasciare suoni e musiche irrilevanti; infine, la terza dichiara che per migliorare l'apprendimento è necessario abolire parole e simboli inutili.
2. Segnalazione: le persone apprendono meglio quando vengono aggiunti degli indicatori-segnali che evidenziano l'organizzazione delle informazioni rilevanti.
3. Ridondanza: le persone imparano meglio se in una presentazione multimediale vengono mostrate solo animazioni e narrazioni piuttosto che illustrazioni, narrazioni e testi scritti. Se uno stesso materiale didattico viene presentato in più modi (narrazione e testo scritto) vi un sovraccarico dei due canali, costretti ad elaborare simultaneamente due fonti di informazioni di analogo contenuto con conseguente effetto di aumento del carico estraneo sull'apprendimento[18].
4. Contiguità spaziale: l'apprendimento è più efficace se parole ed immagini tra di loro connesse vengono presentate vicine, appunto contigue, in modo da permettere agli studenti di non dover utilizzare risorse cognitive per cercare immagini in altre pagine e mantenerle entrambe contemporaneamente nella memoria attiva.[19]
5. contiguità temporale: gli studenti apprendono meglio quando parole ed immagini, sempre attinenti, vengono presentate nello stesso momento per dare la possibilità di mantenere le rappresentazioni mentali di entrambe e costruire collegamenti mentali tra rappresentazioni visive e verbali.
6. Segmentazione: Si impara meglio quando una lezione multimediale è suddivisa in brevi segmenti piuttosto che presentata come un'unità continua. La segmentazione risulta tanto utile quanto più l'argomento da trattare risulta complesso[20].
7. Pre-conoscenza: le persone imparano in modo più approfondito quando di una lezione multimediale conoscono i nomi e le caratteristiche dei concetti principali.
8. Modalità: secondo Mayer l'apprendimento è migliore se vengono utilizzate immagini e narrazioni parlate piuttosto che immagini e parole scritte perché evitano un sovraccarico del canale visivo. In questo modo si utilizza il canale uditivo mentre il canale visivo si concentra solo sulle immagini[21].
9. Multimediale: le persone imparano meglio quando vengono presentate parole accostate ad immagini (coerenti) piuttosto che solo parole. In questo modo gli studenti hanno la possibilità di costruire modelli mentali verbali e visuali e di connetterli insieme tra loro.
10. Personalizzazione: questo principio sostiene che una presentazione multimediale risulta migliore se in una conversazione vengono utilizzate parole in stile colloquiale. Questo serve per coinvolgere e rendere più efficace l'apprendimento degli studenti.
11. Vocale: le persone apprendono meglio in una lezione multimediale se viene utilizzata una voce umana piuttosto che una voce artificiale e meccanica[22]
12. Immagine: le persone non imparano meglio da presentazioni multimediali in cui è stata aggiunta sullo schermo l’immagine dell’oratore.[23]
13. Presenza mimica e gestuale (embodiment): le persone apprendono in modo più approfondito quando gli oratori mostrano sullo schermo attraverso gesti e movimenti del corpo, contatto visivo ed espressioni facciali[23].
14. Immersione: le persone non apprendono necessariamente meglio da esperienze immersive di realtà virtuale in 3D, rispetto alle corrispondenti presentazioni multimediali in 2D. L'immersione, al pari delle eccessive animazioni, può essere considerato come un dettaglio attraente e interessante, ma non necessariamente rilevante ai fine dell'apprendimento.[24]
15. Attività costruttiva (generative activity): le persone apprendono meglio quando, durante l'apprendimento, vengono guidati nel processo generativo[25], attraverso sintesi, test auto valutativi, mappe...

## Opere principali
- Multimedia Learning, third edition, New York: Cambridge University Press, 2021. ISBN 978-1-316-63808-8
- Learning and Instruction, Upper Saddle River, N.J.: Merrill, 2003 ISBN 978-0-13-098396-1
- E-Learning and the Science of Instruction: Proven Guidelines for Consumers and Designers of Multimedia Learning, con Ruth Colvin Clark, San Francisco, CA: Jossey-Bass/Pfeiffer, 2003. ISBN 978-0-7879-6051-3
- The Cambridge Handbook of Multimedia Learning, Cambridge, U.K.: Cambridge University Press, 2005. ISBN 978-0-521-83873-3
- Computer games for learning: An evidence-based approach, Cambridge, MA: MIT Press, 2014. ISBN 978-0-262-02757-1